# Muriaux
Muriaux is een gemeente en plaats in het Zwitserse kanton Jura, en maakt deel uit van het district Franches-Montagnes.
Muriaux telt 452 inwoners.